# Прутченко, Борис Ефимович
Борис Ефимович Прутченко (1785—1867) — русский государственный деятель, вице-губернатор рязанский и костромской, председатель нижегородской казённой палаты. Тайный советник.

## Биография
Родился в 1785 году. Происходил из дворян Черниговской губернии.
Службу начал в 16 лет с должности канцеляриста Черниговского генерального суда. В следующем году приехал в Санкт-Петербург, где поступил канцеляристом в III департамент сената, а с 1810 года служил в I департаменте, ведавшим организацией винных откупов.
В 1813 году по инициативе министра финансов графа Д. А. Гурьева был учреждён Особый комитет для изыскания средств к поддержанию питейных сборов, в который в качестве секретаря был прикомандировал Прутченко. В 1818 году он был переведён в Особый комитет при Правительствующем сенате. В 1819 году он был назначен начальником отделения Департамента разных податей и сборов.
С 10 марта 1824 года по 11 января 1830 года занимал должность рязанского вице-губернатора, в начале 1830 года был переведён на ту же должность в Костромскую губернию, а 11 апреля 1831 года — в Нижегородскую губернию и занимал там должность вице-губернатора до 1838 года. Его карьера продолжилась в Нижнем Новгороде после назначения на должность управляющего нижегородской казённой палаты. В это время был в близких отношениях с семьёй Добролюбовых. В нижнем Новгороде жил в собственной усадьбе на Осыпной улице (ныне — Улица Пискунова).
В 1857 году Б. Е. Прутченко стал членом Совета министра финансов, а в 1859 году возглавил Департамент государственного казначейства. Министр финансов положился на опыт своего подчиненного, который много лет «заведовал» откупами, а потому мог иметь свое мнение на счет откупного строя. Мнение он, видимо, имел, но оно в полной мере соответствовало взглядам остальных членов Особого комитета. Конец его успешной карьере положила грубость; он позволил себе неподобающие выражения в письме нижегородскому губернатору А. Н. Муравьёву, за что был судим и отправлен отставку.
В июне 1863 года был удостоен звания почётного гражданина Нижнего Новгорода.
Умер в 1867 году. Был похоронен на Казанском кладбище при Нижегородском Крестовоздвиженском монастыре.

## Семья
Был женат на Александре Максимовне Шварц, сестре Владимира Максимовича Шварца. Их дети:
- Елизавета (1820—20.02.1907[4], замужем за Сергеем Францевичем фон Брином
- Дмитрий (20.10.1825—?)
- Александра (14.04.1827—25.08.1875), замужем за Николаем Ивановичем Дельвигом
- Михаил (26.03.1833—13.01.1886)
- Екатерина (1834—?)